# Грб Словеније
Грб Словеније је званични хералдички симбол Републике Словеније. Грб се састоји из плавог штита са црвеним обрубом на коме се налази стилизовани приказ беле планине - Триглав. Испод Триглава су две вијугаве линије које симболишу реке и море, а изнад Триглава су три златне, шестокраке звезде које чине троугао. Звезде би требало да симболизују звезде са грба цељских грофова и нађен је на печи у Београду.
Грб се налази и на застави Словеније.

## Историја
Пре оснивања Југославије, Словенци нису имали заједнички грб тако да је грб Краљевине Југославије први словеначки грб. Део који је представљао Словенце је био доњи штит са белим полумесецом и три жуте звезде. Хрвате је представљала шаховница, Србе пак крст са четири оцила.
По оснивању СФРЈ Словенија је добила статус републике и са тим и нови грб. Нови грб као и сви грбови комунистичких земаља прављен по узору на Грб Совјетског Савеза. Исто као и остали комунистички грбови више је амблем неголи грб јер не поштује хералдичка правила. Мотив мора и планине Триглав налазио се и на грбу Социјалистичке Републике Словеније у време СФРЈ. Око старог грба налазила се пшеница са листовима липе и црвена петокрака звезда на врху. Пшеница је као симбол представља пољопривреднике, док је липа старији симбол Словенаца. Црвена петокрака представља комунизам.
- Грбови који су у прошлости означавали Словенију
- Грб Крањске
(1364–1918)
- Грб Војводине Крањске
(1364–1918)
- Грб Краљевине Југославије
(1918–1945)
- Део грба Краљевине Југославије који симболизује Словенију и идеју Илиризма.
- Грб Социјалистичке Републике Словеније
(1947–1991)